# Religião na Guiné-Bissau
A Guiné-Bissau é caracterizada por um grande pluralismo religioso, resultante de inúmeros fluxos migratórios e rotas comerciais que têm vindo a cruzar o seu território ao longo dos séculos.
A Constituição da República da Guiné-Bissau de 1980 declara formalmente a liberdade religiosa num Estado secular. Anteriormente, a Constituição de 1973 salvaguardava formalmente o direito de praticar qualquer religião, mas as organizações religiosas não eram legalmente reconhecidas.

## Religiões
Destacam-se três religiões:
- orientação africana, promovida pelos primeiros ocupantes humanos;
- orientação muçulmana, através da expansão de leste para oeste desde o século XIII. Está atualmente concentrada na zona leste do país;
- orientação católica, através da sociedade cristã crioula que surgiu nos centros costeiros de Farim, Geba, Bolama e Cacheu a partir do século XVI.

## Demografia
O quadro seguinte apresenta a distribuição da população guineense segundo a resposta à pergunta sobre religião nos censos de 1979 e 2009.
| Censos | Muçulmana | Religiões indígenas | Religião Cristã |
| ------ | --------- | ------------------- | --------------- |
| 1979   | 35%       | 60%                 | 5%              |
| 2009   | 45%       | 15%                 | 22%             |

## Cristianismo
O catolicismo foi institucionalmente estabelecido na Guiné-Bissau em 1533, com a criação da diocese de Cabo Verde e Guiné.
De entre os movimentos ultraminoritários está o cristianismo evangélico. A origem deste movimento na Guiné remonta a 20 de maio de 1940, quando a missionária britânica Bessie Fricker se instalou em Bolama, antiga capital da então colónia portuguesa. Até à independência, em 1974, a Missão Evangélica fundada por Fricker foi a única organização protestante oficialmente reconhecida pelas autoridades.
Durante o Estado Novo, o “ensino indígena” era confiado às missões católicas.
Atualmente as organizações cristãs legalizadas a atuar na Guiné-Bissau são:
- Jovens com Uma Missão (Jocum);
- Assembleias de Deus;
- Igreja Filadélfia;
- Igreja Vida Profunda;
- Igreja Ide;
- Ministério de Amor pela Fé Internacional.

As mais recentes são de denominações de matriz neopentecostal, como a Igreja Universal do Reino de Deus (IURD), a Deus é Amor, a Igreja Redimida, a Capela dos Vencedores e a Capela do Farol. Em 2014, a Igreja do Nazareno (Church Of The Nazarene) está legalmente estabelecida no país.

## Islão
O Islão é a religião predominante de Guiné-Bissau, e é praticada por cerca de 70% de seus cerca de 1.4 milhões de cidadãos. A grande maioria, aproximadamente 92%, são sunitas da escola de jurisprudência maliquista, com influências sufis. Aproximadamente 6% são xiitas e 2% ahmadis.